# Стіннетт (Вісконсин)
Стіннетт (англ. Stinnett) — місто (англ. town) в США, в окрузі Вошберн штату Вісконсин. Населення — 207 осіб (2020).

## Демографія
Згідно з переписом 2010 року, у місті мешкало 246 осіб у 103 домогосподарствах у складі 72 родин. Було 134 помешкання
Расовий склад населення:
| - 94,3 % — білих - 2,4 % — азіатів - 1,2 % — корінних американців |

До двох чи більше рас належало 2,0 %. Частка іспаномовних становила 4,5 % від усіх жителів.
За віковим діапазоном населення розподілялося таким чином: 22,4 % — особи молодші 18 років, 64,6 % — особи у віці 18—64 років, 13,0 % — особи у віці 65 років та старші. Медіана віку мешканця становила 44,7 року. На 100 осіб жіночої статі у місті припадало 112,1 чоловіків;  на 100 жінок у віці від 18 років та старших — 109,9 чоловіків також старших 18 років.
Середній дохід на одне домашнє господарство  становив 50 841 долар США (медіана — 42 083), а середній дохід на одну сім'ю — 55 617 доларів (медіана — 48 958). Медіана доходів становила 47 188 доларів для чоловіків та 26 667 доларів для жінок. За межею бідності перебувало 17,1 % осіб, у тому числі 33,3 % дітей у віці до 18 років та 13,9 % осіб у віці 65 років та старших.
Цивільне працевлаштоване населення становило 115 осіб. Основні галузі зайнятості: виробництво — 18,3 %, освіта, охорона здоров'я та соціальна допомога — 18,3 %, будівництво — 18,3 %.